# Jérémie Rhorer
 (avril 2025).
Jérémie Rhorer (né à Paris le 15 juillet 1973) est un chef d'orchestre français. Il est le directeur du Cercle de l'harmonie, orchestre sur instruments d'époque spécialisé dans le répertoire des XVIIIe et XIXe siècles, de Gluck à Wagner en passant par Gaspare Spontini et Berlioz à l’opéra, et de Haydn à Johannes Brahms dans le domaine symphonique.
En tant que compositeur, il a remporté le prix Pierre Cardin.

## Formation
Jérémie Rhorer étudie le clavecin, la flûte et la composition au conservatoire national de région de Paris. Il poursuit ses études musicales en clavecin, théorie et composition au Conservatoire national supérieur de musique de Paris. Ses professeurs et mentors ont été Thierry Escaich, Emil Tchakarov, William Christie et Marc Minkowski. 

## Le Cercle de l'harmonie
Depuis 2005, Jérémie Rhorer est le directeur artistique du Cercle de l'harmonie, orchestre sur instruments d’époque cofondé avec le violoniste Julien Chauvin. L'ensemble se consacre à la musique des XVIIIe et XIXe siècles, mettant en lumière les liens de filiation naturelle entre les périodes classique et romantique, en retrouvant l’interprétation et le son originaux des œuvres. Jérémie Rhorer et Le Cercle de l'harmonie ont enregistré plusieurs disques pour Virgin Classics, Alpha Classics et Naïve. L'orchestre a fait ses débuts au Royaume-Uni en 2011 au Barbican Center et aux Proms en juillet 2016. Parmi leurs dernières représentations, on peut citer Il Barbiere di Siviglia de Gioachino Rossini sur instruments d'époque au Festival international d'Édimbourg et au festival de musique de Brême (de), l'été 2018, et La Traviata de Giuseppe Verdi interprétée au diapason 432 hz au Théâtre des Champs-Élysées et mis en scène par Deborah Warner en décembre 2018. En décembre 2019, Jérémie Rhorer et le Cercle de l'harmonie sont au Théâtre des Champs-Élysées dans Les Noces de Figaro mises en scène par James Gray.

## Chef d'orchestre invité
En tant que chef invité, Jérémie Rhorer se produit avec les grands orchestres européens et américains, comme l'Orchestre symphonique de Montréal, le Philharmonia Orchestra, le Gewandhausorchester de Leipzig en Allemagne, l'Orchestre philharmonique de Rotterdam au Pays-Bas, l'Orchestre de Paris ou encore l’orchestre philharmonique tchèque, dans plusieurs opéras, dont l'Opéra d'État de Vienne, le Bayerische Staatsoper en Bavière à Munich, La Monnaie à Bruxelles, le Teatro Real à Madrid et le Teatro comunale de Bologne en Italie. Il a été invité à diriger dans des festivals internationaux tels qu'Aix-en-Provence, Glyndebourne en Angleterre, Édimbourg en Écosse, les BBC Proms à Londres, le Festival de Salzbourg en Autriche et le Festival de Spolète en Italie. Jérémie Rhorer a fait ses débuts aux États-Unis en 2008 avec l'Orchestre de chambre de Philadelphie.
Au cours de la saison 2018-2019, Jérémie Rhorer a dirigé l'Orchestre de la Suisse italienne, le Kammerorchesterbasel (l'Orchestre de chambre de Bâle), le London Philharmonic Orchestra, l’Orchestra della Fenice (l'orchestre du théâtre de la Fenice) de Venise, le Brucknerorchester de Linz (l'Orchestre Anton Bruckner de Linz), le Deutsche Kammerphilharmonie (la Philharmonie de chambre allemande), l’Orchestre national de Russie et en tournée en Allemagne et Autriche.
En mars 2019, au Théâtre des Champs-Élysées, Jérémie Rhorer a dirigé Ariane à Naxos de Richard Strauss dans une production de Katie Mitchell.

## Compositeur
Jérémie Rhorer a composé Le Cimetière des enfants (versions pour piano et orchestre), un Concerto pour violoncelle pour Jérôme Pernoo (2014) et un Concerto pour piano pour Jean-Yves Thibaudet (2017).

## Décoration
- Officier de l'ordre des Arts et des Lettres (2025)[5]

## Discographie
- Arie di bravura (Airs de bravoure) de Mozart chantés par Diana Damrau (Virgin Classics)
- Donna, airs de concert de Wolfgang Amadeus Mozart chantés par Diana Damrau (Virgin Classics)
- Symphonies 25, 26 et 29 de Mozart (Erato)
- La dolce fiamma (La douce flamme) de Jean-Chrétien Bach chantés par Philippe Jaroussky  (Virgin Classics)
- Lodoïska de Luigi Cherubini (Ambroisie – Naïve)
- Symphonies et concertos de Franz Liszt, Hector Berlioz et Napoléon Henri Reber (Ambroisie – Naïve)
- Symphonies et romances de Ludwig van Beethoven (Ambroisie – Naïve)
- Die Entführung aus dem Serail (L'Enlèvement au sérail) de Mozart (Théâtre des Champs-Élysées et Alpha Classics).
- La clemenza di Tito (La clémence de Titus) de Mozart (Théâtre des Champs-Élysées et Alpha Classics).
- Don Giovanni (Dom Juan) de Mozart (Théâtre des Champs-Élysées et Alpha Classics).